# Commerce Court
Commerce Court je komplexem čtyř kancelářských budov na King a Bay Street v centru města Toronto v Kanadě. Hlavní nájemník je společnost Canadian Imperial Bank of Commerce (CIBC). Architektura komplexu je kombinací Art Deca, mezinárodního stylu a raných modernistických stylů.
První budova, dnes známá jako Commerce Court North byla postavena v letech 1930–1931 jako sídlo společnosti Canadian Bank of Commerce, předchůdce dnešního nájemníka budovy. Vznikla byla na místě prvního torontského kostela Wesleyan Methodist Church, malé dřevěné kaple obklopené lesem (sídlo zdejší kongregace bylo přemístěno do kostela Metropolitan United Church), který zde stál v letech 1818–1831; od roku 1833 zde stálo divadlo Theatre Royal. V letech 1887–1927 zde stálo sedmipatrové sídlo Canadian Bank of Commerce, které bylo zničeno kvůli stavbě Commerce Court North.

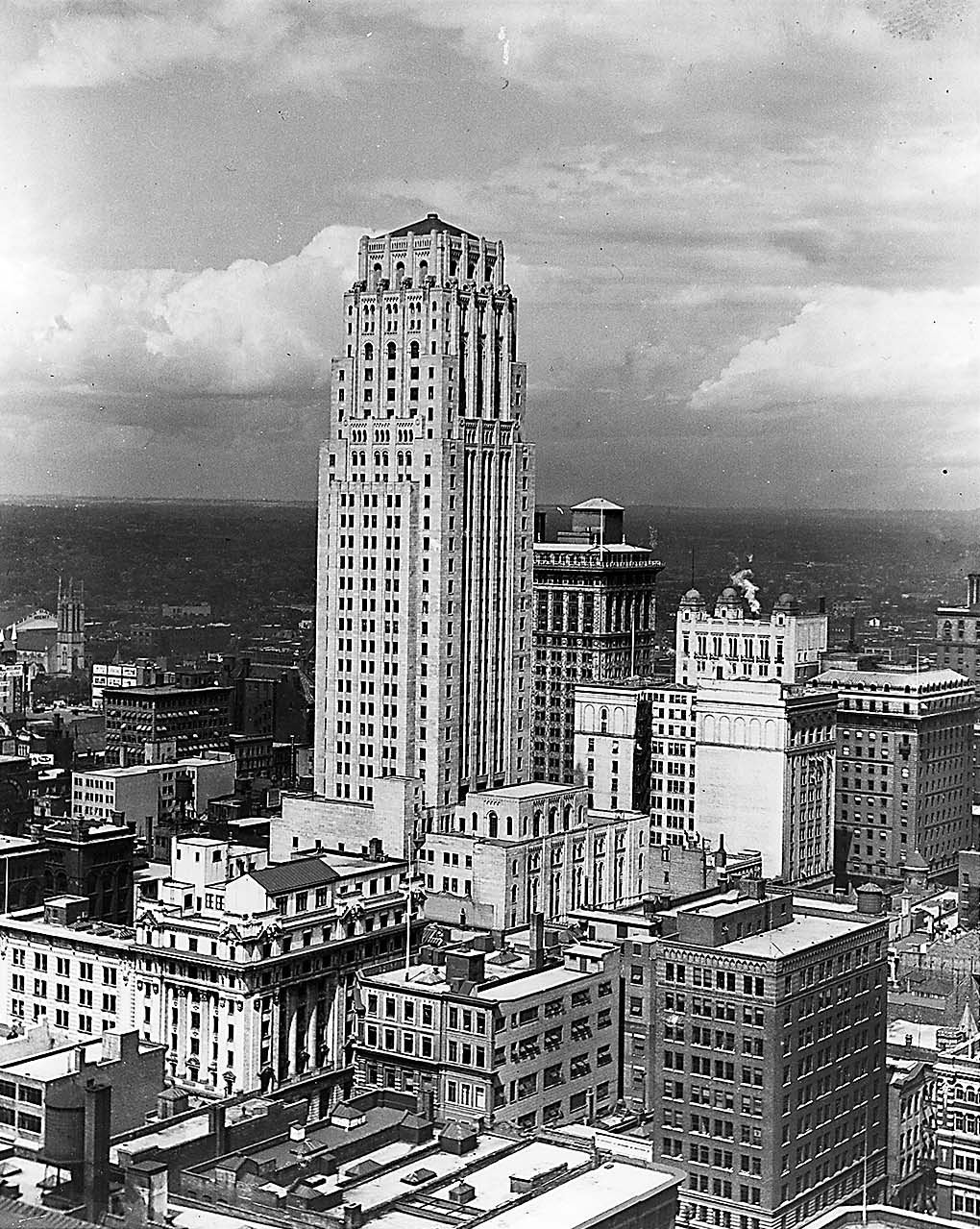
Commerce Court North v 30. letech

Centrála Canadian Bank of Commerce (dnes Commerce Court North) byla navržena kanadskou společností Pearson and Darling spolu s americkými bankovními odborníky York and Sawyer. Třicetičtyřpatrový mrakodrap byl nejvyšší budovou Britského impéria více než tři desetiletí, do dokončení montrealského Place Ville Marie v roce 1962. V mrakodrapu se nacházela vyhlídka, ta však byla zavřena kvůli bezpečnostním opatřením.
V roce 1972 byly postaveny další tři budovy, díky kterým má komplex svojí dnešní podobu. První z nich, Commerce Court West s typickou skleněnou zavěšenou fasádou s nerezovou ocelí, který pochází od architektonické společnosti americko-čínského architekta IM Peia Pei Cobb Freed & Partners je dnes s výškou 239 metrů a 57 patry nejvyšší budovou komplexu. Původně se na 57. patře nacházela vyhlídková plošina. Commerce Court East z roku 1972 a s 13 patry a Commerce Court South s 5 patry pocházejí rovněž od společnosti Pei Cobb Freed & Partners. V roce 1994 bylo prostranství před komplexem zrekonstruováno společností Zeidler Partnership Architects.   
Komplex obklopuje malé náměstí s fontánou uprostřed a bronzovou skulpturou Derrica Stephana Hudsona Tembo, Mother of Elephants z roku 2002.